# Hronovce
Hronovce ist eine Gemeinde in der südlichen Mittelslowakei.
Sie entstand am 1. Juli 1968 durch den Zusammenschluss der Orte Čajakovo (deutsch Lecker), Domaša und Vozokany nad Hronom.
Der Ort liegt südlich der Stadt Želiezovce an der Mündung des Baches Malianka in die Gran. Vom slowakischen Namen Hron für den Fluss Gran ist auch der Ortsname abgeleitet.
Von den Einwohnern gehören 48 % zur ungarischsprachigen Bevölkerungsgruppe in der Slowakei, zu 45 % zur slowakischen Sprachgruppe und etwa 6 % zu den Roma.
Ein historisches Baudenkmal im Ort ist die römisch-katholische Kirche von 1220.

## Bevölkerung
| Jahr                | 1994 | 2004    | 2014    | 2024    |
| ------------------- | ---- | ------- | ------- | ------- |
| Anzahl der Personen | 1480 | 1520    | 1473    | 1451    |
| Unterschied         |      | +2,70 % | −3,09 % | −1,49 % |

| Jahr                | 2023 | 2024    |
| ------------------- | ---- | ------- |
| Anzahl der Personen | 1446 | 1451    |
| Unterschied         |      | +0,34 % |